# Elecciones estatales de Renania-Palatinado de 1975
La elección estatal de Renania-Palatinado de 1975 (Alemania) se llevó a cabo el 9 de marzo. El ganador de las elecciones fue el primer ministro Helmut Kohl (CDU), que fue capaz de ampliar su mayoría absoluta. El SPD y el FDP por otra parte, sufrieron pérdidas electorales.

## Resultados
Los resultados fueron:
| Partido | Partido      | Votos     | %     | Escaños |
| ------- | ------------ | --------- | ----- | ------- |
|         | CDU          | 1.143.360 | 53,92 | 55      |
|         | SPD          | 817.018   | 38,53 | 40      |
|         | FDP          | 118.762   | 5,60  | 5       |
|         | NPD          | 22.942    | 1,08  |         |
|         | DKP          | 11.101    | 0,52  |         |
|         | Freie Wähler | 5.280     | 0,25  |         |
|         | KPD          | 2.018     | 0,10  |         |
| Total   | Total        | 2.120.481 |       | 100     |